# Gagarinskaja (metrostation Novosibirsk)
Gagarinskaja (Russisch: Гагаринская) is een station van de metro van Novosibirsk. Het station maakt deel uit van de Leninskaja-lijn en werd geopend op 2 april 1992. Het metrostation bevindt zich onder de Krasnyj Prospekt (Rode Laan), in het noorden van het stadscentrum. Zijn naam ("Gagarin") dankt station Gagarinskaja aan het nabije gelijknamige spoorwegstation, waar kan worden overgestapt op voorstadstreinen (elektritsjka's). In de omgeving van het station bevinden zich woonwijken, kantoren en winkelcentra.
Het station is ondiep gelegen en beschikt over een perronhal met zuilengalerijen. Op de met grijs marmer beklede wanden langs de sporen zijn roestvrijstalen stroken aangebracht, waarop de naam van het station geschreven is. De zuilen zijn bekleed met een reliëf van staal. Het station wordt verlicht door blauwe lampen die opgehangen zijn aan een buizenconstructie aan het plafond. Aan beide uiteinden van het perron leiden trappen naar de twee stationshallen. De bovengrondse toegangen van het station bevinden zich in glazen paviljoen aan de Krasnyj Prospekt.

## Externe links

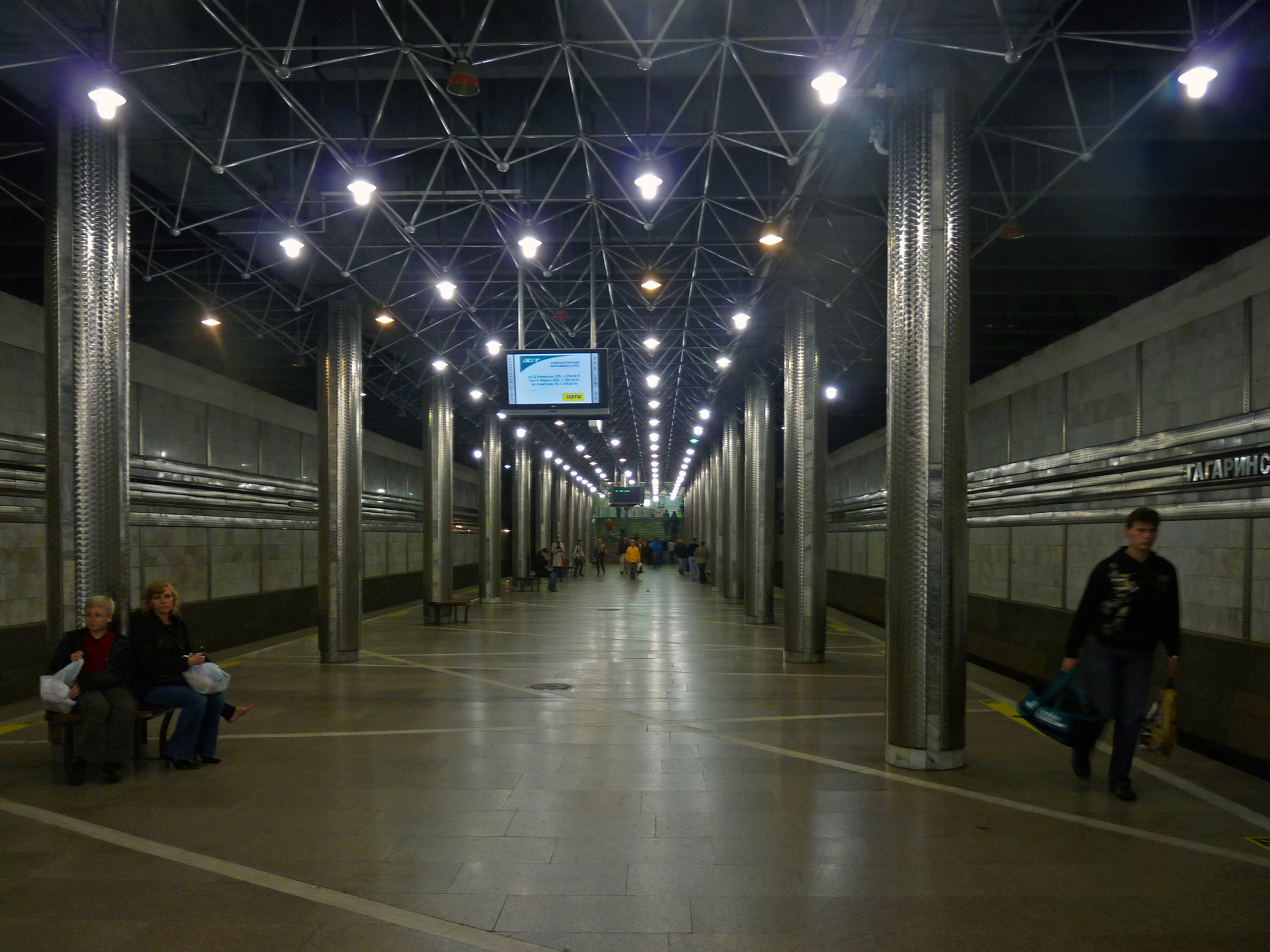
Gagarinskaja